# مقاومة الصبياحية ومحمد الكبلوتي (1871)
مقاومة الصبايحية، هي ثورة ضد قوات الاحتلال الفرنسي للجزائر في شرق الجزائر، الحنانشة (قبيلة)، سوق أهراس، سنة 1871 م حتى سنة 1872 م، بداية قادها محمد الكبلوتي متمركزا على جبال الأوراس ثم أنتقل إلى تونس جاعلها مقرا له لتنفيذ عملياته الثورية، ولما ضغطت فرنسا على القيادة التونسية وأصبح ملاحقا في تونس سافر إلى مالطة ثم عاد ثم سافر إلى دمشق سنة 1875م. · 

## محمد الكبلوتي
هو محمد بن الطاهر بن رزقي الكبلوتي من عائلة رزقي التي تنتسب إلى قبيلة الحنانشة إحدى القبائل العربية الكبرى المتواجدة قرب الحدود التونسية (سوق أهراس)، وكان عمه رزقي الحنانشي قد عينه الحاج أحمد باي حاكم الشرق الجزائري شيخا على قبائل الحنانشة بدلا من الشيخ الحسناوي الذي ينتمي إلى نفس القبيلة، وعرف عن محمد الكبلوتي أنه كان ثائرا ضد التواجد الإستعماري الفرنسي منذ الستينات من القرن التاسع عشر، وقد لعب دورا مميزا إلى جانب صبايحية في انتفاضتهم عام 1871، وعندما إشتد عليهم الخناق، إلتحق مع الصبايحية بتونس في شهر فبراير 1871، وهناك نظم صفوف اللاجئين الجزائريين ليقوم بشن هجمات قوية على مراكز تواجد الفرنسيين وأعوانهم على المناطق الحدودية ما بين القالة شمالا وتبسة وسوق أهراس جنوبا، و بوحجار في الوسط، عند التحاقه بتونس حاولت فرنسا ملاحقته من خلال ضغطها على الحكومة التونسية التي قبلت طلبها، وأمام هذه الضغوطات أرغم محمد الكبلوتي على مغادرة تونس بحرا عام 1872م متوجها إلى مالطة إلا أنه عاد إليها مختفيا، ليغادرها مرة أخرى متوجها إلى الشام حيث إتصل بالأمير عبد القادر الجزائري الذي قدم له كل التسهيلات لينتقل بعدها إلى طرابلس الغرب عام 1876م ومنها دخل إلى تونس مختفيا وإستقر بها إلى غاية القبض عليه وحبسه في سجن حلق الوادي وعندما إشتد عليه المرض أدخل مستشفى الصادقي بتونس في أفريل 1883م إلى أن وافته المنية في أبريل 1884م.

## تاريخ

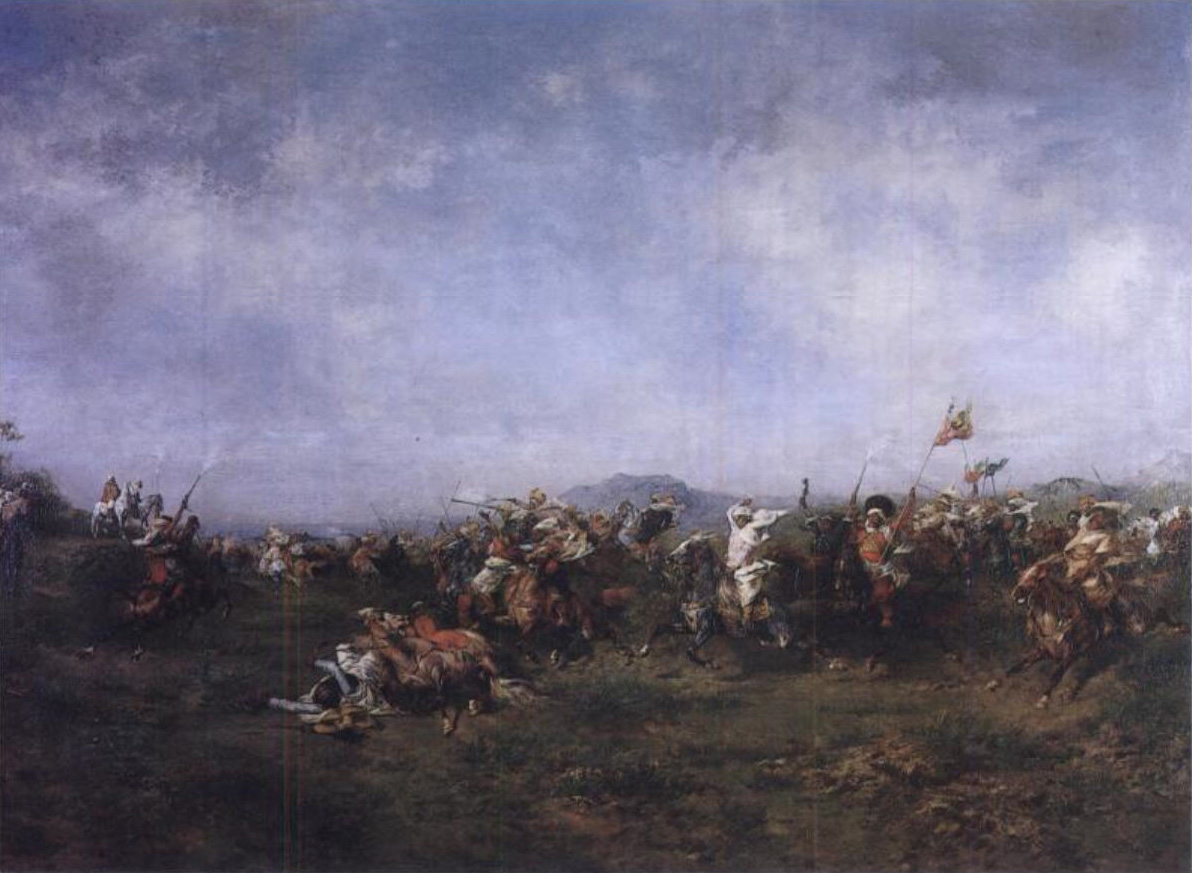
قبيلة الحنانشة

كانت مقاومة منطقة سوق أهراس إحدى المقاومات الشعبية، التي قادها صبايحية وأنضم إليهم محمد الكبلوتي من الحنانشة، لتعم وتنتشر عدواها بين كل قبائل الحنانشة بمنطقة سوق أهراس، وإن تعددت أسباب انتفاضة الصبايحية إلا أنها تصب في بوتقة المقاومة الشعبية التي تنوعت مطالبها.

### أسباب مقاومة منطقة سوق أهراس

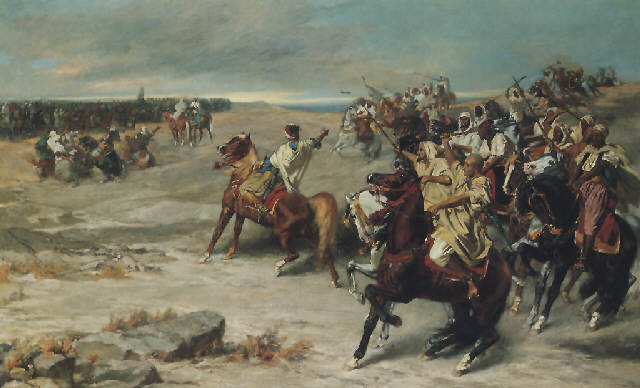
فرسان القبيلة

يعود أندلاع هذه الأنتفاضة في بدايتها إلى القرار الذي أصدره وزير الحربية الفرنسي بتاريخ 18 جانفي 1871م القاضي بنقل عدد كبير من قوات صبايحية التي كانت مجندة في صفوف الجيش الفرنسي إلى أوروبا للمشاركة إلى جانب فرنسا في حربها ضد بروسيا مع بداية عام 1871م، وهو القرار الذي لم يقبل به الصبايحية فثاروا ضده وكانت البداية من مناطق تواجدهم ابتداء من منطقة مجبر بعمالة التيطري إلى الطارف بالشرق الجزائري وبوحجار وعين قطار لتعم كل مناطق الحدود الشرقية وعلى الأخص منطقة سوق أهراس، ولم يكن الترحيل وحده السبب في اندلاع مقاومة الصبايحية بل الأوضاع المزرية التي عانوا منها كانت سببا آخر دفعهم إلى ذلك وكانت وراء هروب العديد منهم من مراكز تواجدهم انطلاقا من مركز مجبر بالتيطري مع نهاية عام 1870م لتنتشر عدوى الهروب إلى جماعة الزواوة هم كذلك حيث فرّ منهم 75 مجندا بعتادهم من بوغار إلى المدية وقصر البوخاري، أما في عين قطار جنوب شرق سوق أهراس فقد فر 135 مجند من الصبايحية بأسلحتهم، إن رفض الصبايحية في مراكز تواجدهم لقرار الترحيل الإجباري، زادهم شجاعة على التمرد ليرتفع عدد الفارين بأسلحتهم ويصل إلى ألفي صبايحي تمكنوا من تجميع أنفسهم وساندتهم عائلاتهم، في حركتهم، فكانت فرصة سانحة للساخطين من الحنانشة على السياسة الاستعمارية المطبقة في منطقتهم لتوسيع الانتفاضة .

### دور محمد الكبلوتي في المقاومة

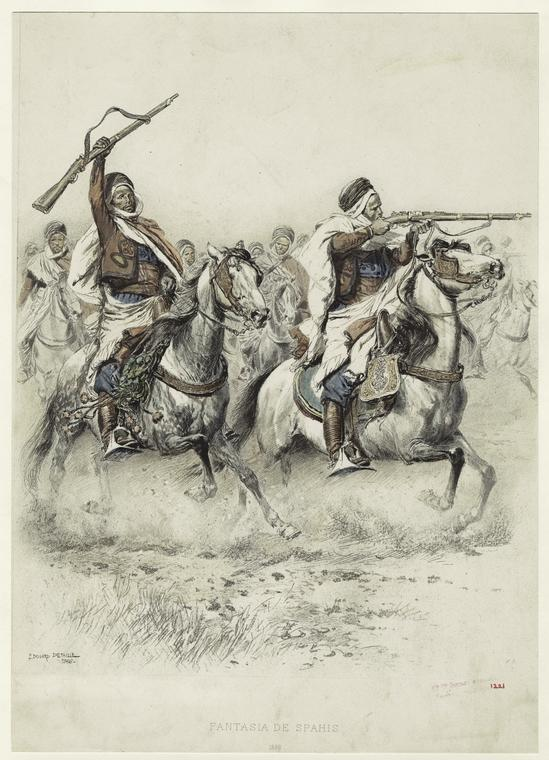
فرسان صبايحية

توسعت دائرة الانتقام ضد السلطات الاستعمارية، بعد حركة الصبابحية ووجدت قبائل الحنانشة الفرصة سانحة للتعبير عن رفضها للاحتلال الفرنسي بانضمامها الجماعي، وقد تزعمهم جماعة من شيوخ الحنانشة منهم الشيخ أحمد الصالح بن رزقي والفضيل بن رزقي، وبانضمام محمد الكبلوتي أصبحت الانتفاضة في أوج قوتها، ومست مناطق عديدة عرضت مصالح الفرنسيين للخطر، لقد تميزت هذه الانتفاضة الجماعية بأول عمل عسكري وهو قتل أحد الضباط وإضرام النار في مزارع المعمرين القاطنين بمنطقة سوق أهراس وماجاورها، كما تم إعدام تسعة من الكولون في 26 جانفي 1871م وقد تمكنوا من محاصر ة المدينة لمدة ثلاثة أيام كاملة، ولقطع الإمدادات عنها قام مجاهدو الانتفاضة بتخريب أسلاك الهاتف حتى لا تتمكن القوات العسكرية المرابطة بقالمة من دعم قوات سوق أهراس، وقد برز دور محمد الكبلوتي في هذه الانتفاضة حيث خاض مع الصبايحية وقبائل الحنانشة عدة معارك ضارية منها معركة عين سنور في 30 جانفي من نفس العام لكن تزايد القوات الإستعمارية ومحاولتها القضاء على الانتفاضة دفعت بالكبلوتي ومن معه من الصبايحية والحنانشة إلى الفرار واللجوء إلى تونس منتصف شهر فبراير 1871م، حيث قام بمراسلة رئيس وزراء تونس مصطفى خزندار ليضمن له الحماية ومن معه من الصبايحية، ولكن هذا الأخير لم يأخد أوامر السلطات التونسية مأخذ الجد في توقيف نشاطه الجهادي ضد الفرنسيين حتى لايحرجها أمام السلطات الفرنسية، حيث شارك في العديد من المعارك خاصة بعد اندلاع مقاومة محمد المقراني والشيخ الحداد ومنها معركة وقعت في 24 جوان 1871م وأخرى في 30 أوت من نفس السنة وقد بقي الكبلوتي على صلة دائمة بالمقاومين منهم بن ناصر بن شهرة وكان نشاطه الدؤوب والمتواصل داخل التراب الجزائري وراء طرده نهائيا من تونس عام 1875م مع المقاوم بن ناصر بن شهرة.

### رد فعل الفرنسيين على المقاومة
أستمر أسلوب فرنسا في قمع المقاومات الشعبية بإستخدامها كل الوسائل المتاحة القائمة على الحديد والنار وكان أول رد فعل للفرنسيين هو إحالة الموقوفين من الصبايحية والحنانشة على المحاكم العسكرية حيث صدر في حقهم عدة أحكام متفاوتة، كان أقساها حكم الإعدام الذي نفذه الجنود الفرنسيون في المقاومين بالساحة العمومية بمدينة سوق أهراس، والبعض منهم حكم عليهم بالأشغال الشاقة والنفي إلى السجون الفرنسية النائية، يضاف إليها مصادرة أملاك وأراضي قبائل الحنانشة، ولم يتوقف رد الفعل الإستعماري عند هذا الحد بل عمد جنود الاحتلال إلى أخذ بعض أسر وعائلات المقاومين كرهائن إلى حين إستسلامهم، ناهيك عن حرق المنازل وتخريب الممتلكات.

## وصلات داخلية
- المقاومة الشعبية الجزائرية ضد فرنسا

## وصلات خارجية
- وزارة المجاهدين
- شخصيات جزائرية تاريخية مشهورة.